# Agnes Ayres

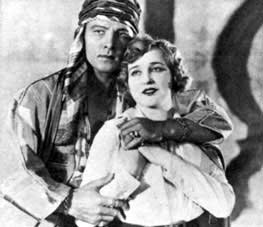
Rodolfo Valentino i Agnes Ayres a la pel·lícula The Sheik (1921).

Agnes Ayres (Carbondale (Illinois), 4 d'abril de 1898– Los Angeles, 25 de desembre de 1940) va ser una actriu nord-americana molt popular durant l'època del cinema mut sobretot a rel de donar la rèplica a Rodolfo Valentino a "The Sheik".

## Biografia
Agnes Eyre Henkel va néixerel 1898 a Carbondale filla de Solon Henkel i Emma Slack i es va educar a Chicago. Va treballar com a bibliotecària i no tenia cap ambició per actuar. Això va canviar el 1914 en ser descoberta per un director de repartiment de l'Essanay Studios que la va seleccionar per fer d'extra en una escena. Es va quedar a la companyia per 35 dòlars a la setmana i va compartir camerino amb Gloria Swanson i entre altres pel·lícules va participar en "His New Job" (1915) de Charles Chaplin. El 1917 es va mudar a Nova York amb la seva mare per dedicar-se a la interpretació, però les ofertes no arribaven i va estar a punt de tornar a Chicago. Per sort, el director Frank Powell la va contractar per actuar en una sèrie de pel·lícules de Marjorie Rambeau com "The Dazzling Miss Davidson" o "Motherhood". En aquesta època es va casar amb Frank P. Schuker, un oficial l'exèrcit. Ayres va cridar l'atenció de l'actriu Alice Joyce en adonar-se aquesta a la gran similitud entre les dues cosa que la va dur a contractar-la per a la Vitagraph per al paper de la seva germana en la pel·lícula “Richard the Brazen” (1917). Allà va aparéixer en un seguit de curtmetratges basats en històries de O. Henry que van portar a que a la companyia se l'anomenés la "O. Henry Girl" i que van servir com un excel·lent entrenament per a la interpretació.
La seva carrera va fer un tomb quan Jesse L. Lasky, fundador de la Paramount, es va interessar en l'actriu i hi va tenir un affair. Aquest la va fer venir a Hollywood i li va adjudicar el rol de protagonista en la pel·lícula “Held by the Enemy” (1920) que va obtenir molt bones crítiques. Va començar a actuar per a Cecil B. DeMille. El 1921 Ayres va esdevenir una estrella en ser escollida per al paper de Lady Diana Mayo en la pel·lícula "The Sheik" amb Rodolfo Valentino, paper que reprendria anys després en la seva seqüela "The Son of the Sheik" (1926). Després de “The Sheik” va obtenir papers importants en altres produccions com “The Affairs of Anatol” (1921), “Forbidden Fruit” (1921), i “The Ten Commandments” (1923). El 1921 es va divorciar i va trencar amb Jesse L. Lasky. Això va suposar un gir en la seva carrera que va començar a minvar. Va signar un contracte amb la Producer's Distribution Company (PDC) però quan la companyia la va apartar al·legant sobrepès els va posar un plet que incloïa el poderòs vicepresident Cecil B. DeMille. El 1924, en mig de la batalla legal, es va casar amb el diplomàtic mexicà S. Manuel Reachi amb qui va tenir una filla, Maria, abans de divorciar-se en 1927.
Per culpa del Crac del 29 Ayres va perdre la seva fortuna i propietats immobiliàries. Aquell mateix any va fer el seu darrer paper important en la pel·lícula “The Donovan Affair”. Per tal de recuperar-se econòmicament va començar a actuar en vodevils. Va tornar al cinema el 1936 per fer pel·lícules sonores però no va ser capaç d'aconseguir papers importants per lo que només va fer petites actuacions que no apareixien en els títols de crèdit. Es va retirar definitivament el 1937. Va haver de ser ingressada en un sanatori i el 1939 va perdre la custòdia de la seva filla. Va morir el 1940 als 42 anys en el seu domicili de Los Angeles a causa d'una hemorràgia cerebral.

## Filmografia
- The Masked Wrestler (1914)
- His New Job (1915)
- Motherhood (1917)
- Mrs. Balfame (1917)
- The Debt (1917)
- Hedda Gabler (1917)
- The Mirror (1917)
- The Dazzling Miss Davison (1917)
- Richard the Brazen (1917)
- The Venturers (1917)
- The Defeat of the City (1917)
- The Furnished Room (1917)
- The Bottom of the Well (1917)
- The Renaissance at Charleroi (1917)
- A Family Flivver (1917)
- Paging Page Two (1917)
- He Had to Camouflage (1917)
- His Wife Got All the Credit (1917)
- His Wife's Hero (1917)
- A Little Ouija Work (1918)
- Seeking on Oversoul (1918)
- A Four Cornered Triangle (1918)
- Their Anniversary Feast (1918)
- Coals for the Fire (1918)
- Sweets to the Sour (1918)
- Their Godson (1918)
- The Rubaiyat of a Scotch Highball (1918)
- Surprising Husband (1918)
- Tobin's Palm (1918)
- A Ramble in Aphasia (1918)
- The Purple Dress (1918)
- The Enchanted Profile (1918)
- Sisters of the Golden Circle (1918)
- The Girl and the Graft (1918)
- One Thousand Dollars (1918)
- Mammon and the Archer (1918)
- Springtime à la carte (1918)
- A Bird of Bagdad (1918)
- Transients in Arcadia (1918)
- The Girl Problem (1919)
- Shocks of Doom (1919)
- A Stitch in Time (1919)
- The Guardian of the Accolade (1919)
- The Buried Treasure (1919)
- In Honor's Web (1919)
- The Gamblers (1919)
- Sacred Silence (1919)
- The Ghost of a Chance (1919)
- A Modern Salome (1920)
- The Inner Voice (1920)
- Go and Get It (1920)
- Held by the Enemy (1920)
- The Furnace (1920)
- Forbidden Fruit (1921)
- The Love Special (1921)
- Too Much Speed (1921)
- Cappy Ricks (1921)
- The Affairs of Anatol (1921)
- The Sheik (1921)
- The Lane That Had No Turning (1922)
- Bought and Paid For (1922)
- The Ordeal (1922)
- Borderland (1922)
- Clarence (1922)
- A Daughter of Luxury (1922)
- The Heart Raider (1923)
- Racing Hearts (1923)
- Hollywood (1923)
- The Marriage Maker (1923)
- The Ten Commandments (1923)
- Don't Call It Love (1924)
- When a Girl Loves1924)
- Bluff  (1924)
- The Guilty One (1924)
- Detained (1924)
- The Story Without a Name (1924)
- Wordly Goods (1924)
- Tomorrow's Love (1925)
- Her Market Value (1925)
- The Awful Truth (1925)
- Morals for Men (1925)
- The Son of the Sheik (1926)
- Eve's Love Letters (1927)
- The Lady of Victories (1928)
- Into the Nights (1928)
- Broken Hearted (1929)
- Bye, Bye, Buddy (1929)
- The Donovan Affair (1929)
- Small Town Girl (1936)
- Maid of Salem (1937)
- Midnight Taxi (1937)
- Souls at Sea (1937)
- Morning Judge (1937)